# Attilio Nicora
Attilio Nicora (Varese, 16. ožujka 1937.), je talijanski rimokatolički kardinal, emeritus biskup Verone i predsjednik emeritus Papinske komisije za kulturnu baštinu Crkve.

## Životopis
Nicora je rođen u Vareseu, Italija. Za svećenika je zaređen 27. lipnja 1964. godine. Nakon ređenja, postao je profesor kanonskog prava na Teološkom fakultetu u Veneganu. Nicora biskupom postaje 28. svibnja 1977. godine, kada je imenovan pomoćnim biskupom Milana i naslovnim biskupom Furnos Minora. Nicora je nadgledao reviziju konkordata između Italije i Vatikana 1984. Od 1992. do 1997. godine, bio je biskup Verone. 2002. godine, Nicora postaje predsjednik Papinske komisije za kulturnu baštinu Crkve. 
21. listopada 2003. godine, papa Ivan Pavao II. uzvisio ga je na rang kardinala. Sudjelovao je na konklavama 2005. i 2013. godine. Nakon što je služio 10 godina kao kardinala-đakon, promaknut je u kardinala-svećenika 12. lipnja 2014. godine. Za svoje geslo ima (lat.) Ubi caritas libera servitus.